# Блискавка (інтернет-журналістика)
Блискавка, або повідомлення-блискавка — це жанр інтернет-журналістики; оперативне коротке повідомлення, що передає суть важливої події і не містить особливих деталей. Передує виходу самої новини, забезпечуючи максимально швидке донесення важливої події і найоперативнішої інформації до широкого загалу.
Такий метод спеціалізованих інтернет-комунікацій фіксує інформаційну першість того, хто розмістив відповідне інформаційне повідомлення, сприяє мобільності комунікаційних потоків і додає редакціям інтернет-видань авторитетності.
Застосовується передовсім в соціальних мережах і призначена для онлайн-аудиторії. Її особливістю є те, що не має заголовка, відповідає на два запитання: «Хто?» та «Що?». Як правило, складається з кількох слів, без фото.

## Переваги і недоліки

#### Переваги
- важлива інформація одразу доноситься до цільової аудиторії
- підвищення авторитетності ЗМІ та зацікавленість аудиторії

#### Недоліки
- відсутність часу на перевірку достовірності інформації
- не є повноцінним жанром журналістики